# Saison 2019-2020 de l'Épinal Hockey Club
Saison précédente Saison suivante
La saison 2019-2020 de l'Épinal Hockey Club est la cinquantième de l'histoire du club, cent-quatorze ans après sa fondation. À la suite du titre de champion de France de Division 3 acquis la saison précédente, l'équipe évolue en Division 2.

## Effectif
| No    | Nom                    | Nat. | Position       | Arrivée                                |
| ----- | ---------------------- | ---- | -------------- | -------------------------------------- |
| +039, | Nicolas Ravel          |      | Gardien de but | Formé au club                          |
| +069, | Sergueï Korochoune     |      | Gardien de but | 2019 - Dogs de Cholet                  |
| +007, | Audric Donnet          |      | Défenseur      | 2017 - Yétis du Mont-Blanc             |
| +010, | Maxime Martin          |      | Défenseur      | 2019 - Remparts de Tours               |
| +020, | Corentin Lehmann       |      | Défenseur      | 2017 - Scorpions de Mulhouse U17       |
| +042, | Guillaume Papelier – A |      | Défenseur      | 2015 - Galaxians d'Amnéville           |
| +055, | Tomas Janči            |      | Défenseur      | 2019 - Gaulois de Châlons-en-Champagne |
| +090, | Romain Mauffrey        |      | Défenseur      | Formé au club                          |
| +093, | Martin Charpentier – A |      | Défenseur      | 2013 - Rapaces de Gap                  |
| +009, | Kévin Pernot           |      | Attaquant      | 2015 - Galaxians d'Amnéville           |
| +012, | Kévin Benchabane       |      | Attaquant      | Formé au club                          |
| +014, | Ján Plch               |      | Ailier         | 2005 - MHk 32 Liptovský Mikuláš        |
| +016, | Victor Breton          |      | Attaquant      | Formé au club                          |
| +017, | Xavier Blanchy         |      | Attaquant      | Formé au club                          |
| +018, | Hugo Valentin          |      | Attaquant      | Formé au club                          |
| +019, | Nathan Ganz            |      | Attaquant      | Formé au club                          |
| +066, | Dominik Fujerik        |      | Centre         | 2019 - Étoile noire de Strasbourg      |
| +071, | Anthony Pernot         |      | Attaquant      | 2019 - Gaulois de Châlons-en-Champagne |
| +077, | Guillaume Chassard – C |      | Attaquant      | 2004 - Scorpions de Mulhouse           |
| +095, | Thomas Mathieu         |      | Attaquant      | 2019 - Titans de Colmar                |
| +096, | Nicolas Gaspar         |      | Centre         | 2019 - Jets d'Évry Viry                |
|       | Axel Berger            |      | Attaquant      | Formé au club                          |

## Statistiques

### Résultats
| Compétition      | Débute en          | Termine en                          | Matches joués | Victoires | Victoires a.p./t.a.b. | Matchs nuls | Défaites a.p./t.a.b. | Défaites | Buts pour | Buts contre | Différence |
| ---------------- | ------------------ | ----------------------------------- | ------------- | --------- | --------------------- | ----------- | -------------------- | -------- | --------- | ----------- | ---------- |
| Saison Régulière | -                  | -                                   | 18            | 16        | 0                     | 0           | 2                    | 0        | 132       | 34          | +98        |
| Play-offs        | Huitième de finale | Demi-finale (fin de saison annulée) | 4             | 4         | 0                     | 0           | 0                    | 0        | 18        | 10          | +8         |
| Coupe de France  | Premier Tour       | Seizièmes de finale                 | 2             | 1         | 0                     | 0           | 0                    | 1        | 5         | 4           | +1         |
| Total            | -                  | -                                   | 24            | 21        | 0                     | 0           | 2                    | 1        | 155       | 48          | +107       |

## Compétitions

### Pré-saison
| no   | Date          | Domicile | Score | Extérieur                  | Prolongation | Bilan   | Référence |
| ---- | ------------- | -------- | ----- | -------------------------- | ------------ | ------- | --------- |
| 1[a] | 31 août       | Épinal   | 7-1   | Amnéville                  |              | 1-0–0–0 | Recap     |
| 2[a] | 1er septembre | Épinal   | 5-6   | Colmar                     |              | 2-0-0–0 | Recap     |
| 3    | 5 septembre   | Épinal   | 1-3   | Étoile noire de Strasbourg |              | 2-0-0–1 | Recap     |

Notes : a  Matchs joués à Épinal dans le cadre du Tournoi d'Épinal.
Légende:
- Victoires
- Défaites